# Ammophila silvestris
Ammophila silvestris är en biart som beskrevs av Joseph Harold Kirkbride 1982. Ammophila silvestris ingår i släktet Ammophila och familjen grävsteklar. Inga underarter finns listade i Catalogue of Life.